# Szyliny
Szyliny (niem. Schillinnen) – osada w Polsce położona w województwie warmińsko-mazurskim, w powiecie gołdapskim, w gminie Gołdap na obszarze Puszczy Rominckiej.
W latach 1975–1998 miejscowość administracyjnie należała do województwa suwalskiego.
Podczas akcji germanizacyjnej nazw miejscowych i fizjograficznych (tzw. chrzty hitlerowskie) utrwalona historycznie nazwa niemiecka Schillinnen została w 1938 r. zastąpiona przez administrację nazistowską sztuczną formą Heidensee. 